# Broadstairs
Broadstairs este un oraș în comitatul Kent, regiunea South East, Anglia. Orașul se află în districtul Thanet. 